# مستحلب السمك

مستحلب السمك (السماد السمكي)

مستحلب السمك أو السماد السمكي هو عملية تكوين مستحلب السمك بالسمك الكامل، أو بمنتجات بقايا من الأسماك، مثل العظام والقشور والجلد، والتي تُترك بعد معالجة الأسماك. ثم تطحن الأسماك ومنتجات الذبيحة إلى ملاط. بعد إزالة الزيوت ومسحوق السمك من الملاط، يصبح الملاط مستحلبًا رسميًا للأسماك. يتم بعد ذلك توتر معظم المستحلبات لإزالة أي مواد صلبة متبقية، وغالبًا ما يضاف حمض الكبريتيك لزيادة الحموضة ومنع نمو الميكروبات.

## البستنة
نظرًا لأن مستحلب الأسماك مشتق بشكل طبيعي، فإنه يعتبر سمادًا عضويًا مناسبًا للاستخدام في البستنة العضوية. بالإضافة إلى وجود تحليل ان بيه كيه نموذجي من 5-2-2، يضيف مستحلب السمك المغذيات الدقيقة.يستخدم مستحلب السمك، كسماد سائل، أيضًا عند زراعة الورود لتعزيز لون الأزهار.